# Giovanni II di Brosse

Stemma della Casata de Brosse

Giovanni II di Brosse, in francese Jean II de Brosse (1423 circa – 6 agosto 1482), è stato un nobile francese.

## Biografia
Era figlio del maresciallo di Francia Jean de Brosse, signore di Boussac, Sainte-Sévère-sur-Indre e di Huriel, e di Jeanne de Naillac.

## Discendenza
Giovanni II di Brosse sposò il 18 giugno 1437 Nicoletta di Châtillon, contessa di Penthièvre dal 1454 al 1479, dalla quale ebbe :
- Giovanni III, (†1502)
- Antonio, che sposò nel 1502 Jeanne de La Praye
- Paolina, andata sposa il 30 agosto 1471, nel castello di Boussac, a Giovanni II di Nevers, duca del Brabante
- Claudina, andata sposa l'11 novembre 1485 a Moulins a  Filippo II, duca di Savoia
- Bernardina, andata sposa il 6 gennaio 1474 a Guglielmo VIII, marchese del Monferrato
- Elena, andata sposa nel 1483 a Bonifacio III, marchese del Monferrato